# The First Vision
The First Vision — первый DVD/video релиз Мэрайи Кэри. На диске представлена коллекция музыкальных видеоклипов, живых выступлений и фрагменты создания альбома «Mariah Carey». Видео было выпущено в 1991 году, и позже переиздано на DVD в Японии в конце 2004 года.
В этом сборнике представлены четыре видеоклипа Мэрайи Кэри — «Vision of Love», «Love Takes Time», «Someday», и «I Don't Wanna Cry». Так же был включен отрывок другого сингла этого альбома — «There's Got to Be a Way» и дебютное представление (первое публичное появления певицы перед СМИ) Мэрайи в клубе «Tattoo Club». Певица исполнила синглы «Vision of Love» и «Love Takes Time», альбомный трек «Vanishing», и кавер-версию песни Ареты Франклин — «Don’t Play That Song». (Мэрайя также исполнила песню «I Don’t Wanna Cry», но видео этого выступления в список композиций включено не было.)
Дополнение к диску включает в себя съемки репетиций Мэрайи перед выступлением на Saturday Night Live, общение с друзьями как Trey Lorenz, и личное интервью о музыке, жизни и мечтах певицы. Также в некоторых фрагментах видео можно услышать, как Мэрайя напевает отрывки из песен: «All in Your Mind» (трек из альбома певицы) и песню The Jackson 5 — «Who’s Lovin' You?». Позднее, живое исполнение песен «Don’t Play That Song» и «Vanishing» будет добавлено в официальный релиз альбома для Австралии.

## Список композиций
1. «Vision of Love» (Видеоклип)
2. «Vanishing» (Живое выступление)
3. «Love Takes Time» (Видеоклип)
4. «Don’t Play That Song» (Живое выступление)
5. «I Don't Wanna Cry» (Видеоклип)
6. «Someday» (New 12" Jackswing) (Видеоклип)
7. «Love Takes Time» (Живое выступление)
8. «Vision of Love» (Живое выступление)